# إدغار بينيدا
إدغار بينيدا (بالإسبانية: Edgar Pineda)‏ هو رباع غواتيمالي، ولد في 17 سبتمبر 1997.

## وصلات خارجية
- إدغار بينيدا على موقع الاتحاد الدولي (الإنجليزية)
- إدغار بينيدا على موقع الاتحاد الدولي (الإنجليزية)
- إدغار بينيدا على موقع الاتحاد الدولي (الإنجليزية)
- إدغار بينيدا على موقع اللجنة الأولمبية الدولية (الإنجليزية)
- إدغار بينيدا على موقع أوليمبيديا (الإنجليزية)